# 4327 Ries
4327 Ries este un asteroid din centura principală, descoperit pe 24 mai 1982 de Carolyn Shoemaker.